# Aneuretus simoni
Aneuretus simoni ist eine seltene Ameisenart, die auf der Insel Sri Lanka lebt. Die Art ist einziger überlebender Vertreter der Unterfamilie Aneuretinae, von der sonst nur fossile Arten bekannt sind.

## Merkmale
Es handelt sich um eine kleine, einheitlich hellbraun (von braunorange bis gelblich) gefärbte Ameisenart. Die Kutikula ist glatt, kaum glänzend und mit Ausnahme des Propodeums wenig skulpturiert und schwach behaart. Arbeiterinnen sind größendimorph, sie treten in zwei unterschiedlichen Größenklassen (ohne Überlappung) auf. Die häufigeren kleinen Arbeiterinnen erreichen etwa 1,8 Millimeter Körperlänge. Sie besitzen einen großen, etwas herzförmigen Kopf mit relativ kleinen, flachen Augen mit etwa 30 Ommatidien, ohne Ocellen. Die Antennen sind zwölfgliedrig mit langem, schlankem Basalglied oder Scapus. Der Clypeus ist groß, nicht gewölbt, vorn ausgerandet und besitzt keinen Mittelkiel. Die Mandibeln sind dreieckig, die Kauleiste schwach gezähnt mit abgestutzten Zähnchen, mit drei großen spitzen Apikalzähnen. Die Maxillarpalpen sind wie die Labialpalpen dreisegmentig. Das Propodeum trägt zwei lange, spitze Dornen (kürzer bei den großen Arbeiterinnen). Der Petiolus ist basal sehr schmal und langgestreckt, zur Spitze hin scharf abgesetzt knotig verdickt. Der Knoten ist bei Ansicht von oben doppelt so breit wie lang. Zum freien Hinterleib oder  Gaster hin ist er wieder schmal abgeschnürt. Der Gaster ist rundlich ohne Einschnürungen. In seinem Inneren sitzt ein funktionstüchtiger Giftstachel.

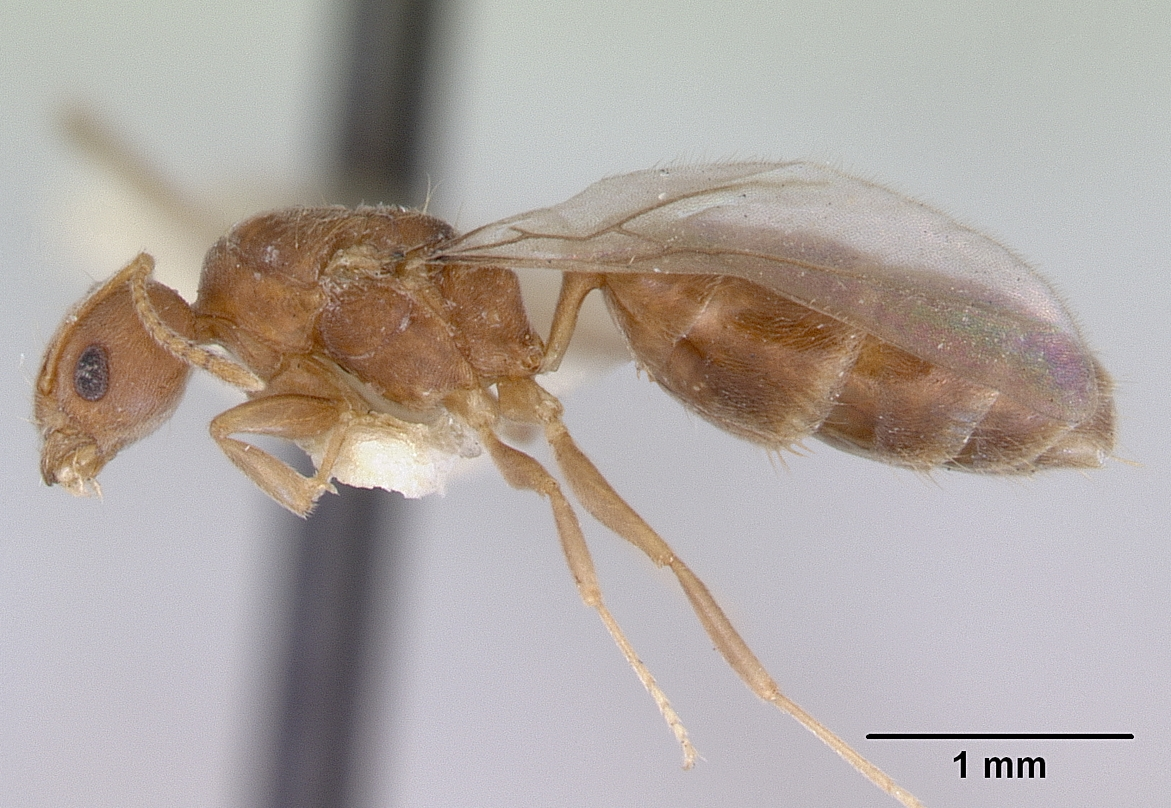
Aneuretus simoni, Königin. Bild April Nobile, AntWeb

Königinnen sind merklich größer und dunkler gefärbt als Arbeiterinnen. Ihr Kopf ist im Verhältnis größer, die Dornen des Propodeums stark reduziert. Die Larven sind etwa 0,8 bis 1,6 Millimeter lang und s-förmig gekrümmt, der Rumpfabschnitt (Thorax) ist nackenförmig vom Kopf abgesetzt. Das Integument weist keine Dörnchen auf und ist relativ schwach behaart. Die Antennen sind kurz und dreisegmentig, die Mundwerkzeuge relativ lang. Die Mandibeln sind stark sklerotisiert und dreieckig. Die Verpuppung erfolgt in einem Kokon.

## Biologie und Lebensweise
Aneuretus simoni lebt in Nestern, die im Boden oder in verrottetem, liegendem Totholz angelegt werden. Die Völker sind relativ klein mit maximal etwa 100, im Durchschnitt etwa 65 Arbeiterinnen. Die großen Arbeiterinnen (major-Form) machen nur zwei bis drei Prozent der Individuen aus. Die Nester enthalten in der Regel mehrere Königinnen. Bei Begegnung mit anderen Völkern derselben und anderer Arten kommt es zu aggressivem Verhalten. Generell ist Aneuretus aber recht heimlich und geht Völkern anderer Arten eher aus dem Wege.
Die Ernährung ist relativ unspezialisiert, die Art erbeutet kleine Arthropoden, nimmt aber auch verrottete Früchte als Nahrung an. Größere und wehrhafte Beute wird mit dem Giftstachel paralysiert. Die Larven werden mit Stücken von zerteilten Beuteorganismen gefüttert. Gegenseitige Fütterung (Trophallaxis) ist verbreitet. Ergiebige Nahrungsquellen werden, wie typisch für fast alle Ameisen, durch dauerhafte, mit Pheromonen markierte Pfade (Ameisenstraßen) erschlossen.

## Verbreitung und Habitat
Die Art lebt ausschließlich (endemisch) auf der Insel Sri Lanka (Ceylon). Sie lebt in primärem tropischen Tieflands-Regenwald, selten auch im Sekundärwald, wobei sie in auffallender Weise Waldränder bevorzugt. Hauptverbreitungsgebiet ist das feuchte Inselinnere mit jährlichen Niederschlagssummen von etwa 2000 bis 2500 Millimeter. Seit etwa 2001 sind auch einige Vorkommen in Hügelketten mit jährlicher Trockenzeit bekannt, die von halbimmergrünen Dipterocarpus-Wäldern bewachsen sind.

## Phylogenie und Systematik
Die Art wird als einziger lebender (rezenter) Vertreter in die Unterfamilie Aneuretinae eingeordnet. Aneuretinae sind sonst nur von einer Reihe fossiler Arten bekannt. Eine Reihe von Arten stammen aus dem eozänen baltischen Bernstein. Weitere sind als Kompressionsfossilien aus nordamerikanischem Kalkstein aus Florissant, Colorado, und der Green River Formation überliefert, die etwas jünger sind. Auch einige der ältesten Ameisenfossilien aus der Kreide, zum Beispiel die Gattungen Burmomyrma aus burmesischem und Cananeuretus aus kanadischem Bernstein wurden der Unterfamilie zugeordnet. Aneuretus simoni ist also vermutlich eine Reliktart, der letzte Überlebende einer Gruppe mit ehemals fast weltweiter Verbreitung.
Zahlreichen morphologisch arbeitenden Taxonomen ist die Ähnlichkeit der Art zu den Vertretern der Unterfamilie Dolichoderinae aufgefallen. Der Entdecker und Erstbeschreiber Carlo Emery hatte sie in die Dolichoderinae mit einbezogen. Erst Edward O. Wilson stellte sie 1956 in eine eigene Unterfamilie, was später bestätigt wurde. Auffallendstes Unterscheidungsmerkmal ist der funktionstüchtige Giftstachel, eine Plesiomorphie. Sowohl nach morphologischen wie nach phylogenomischen Analysen (anhand des Vergleichs homologer DNA-Sequenzen) sind sie wahrscheinlich die Schwestergruppe der Dolichoderinae.
Das Sozialverhalten der Art ist, im Gegensatz zu anderen bekannten Reliktarten und -gruppen der Ameisen (zum Beispiel Amblyoponinae, Leptanillinae, Nothomyrmecia macrops) relativ fortschrittlich und kaum von dem der „höheren“ Ameisen zu unterscheiden.

## Gefährdung
Nach der Roten Liste der Weltnaturschutzunion IUCN ist Aneuretus simoni vom Aussterben bedroht (Kategorie critically endangered, CR). Allerdings sind in der Einschätzung, die vor allem auf dem Rückgang am damals bestbekannten, von Wilson untersuchten Vorkommen bei Ratnapura beruht, einige neuere Funde noch nicht enthalten, so dass die tatsächliche Gefährdung möglicherweise geringer ist.